# Великі Ярки
Великі Я́рки (рос. Большие Ярки) — присілок у складі Казанського району Тюменської області, Росія.
Населення — 1052 особи (2010, 1051 у 2002).
Національний склад станом на 2002 рік:
- росіяни — 91 %